# William Walker (potápěč)
William Walker (1869–1918) byl anglický potápěč, který se proslavil náročnou opravou – podepřením jižní a východní strany Winchesterské katedrály.

## Mládí
Narodil se v roce 1869 jako William Robert Bellenie v anglickém Newingtonu v Surrey. Asi v roce 1900 přijal jméno William Bellenie-Walker, nakonec však i své původní příjmení vypustil a stal se známý jako Walker.

## Potápěčská kariéra
V roce 1887 Walker zahájil potápěčský výcvik v Portsmouth Dockyard. Pracoval nejdříve jako potápěčský pomocník a signalizátor a po absolvování lékařské prohlídky a testu v hluboké vodě se v roce 1892 kvalifikoval jako potápěč.
William Walker se postupně stal nejzkušenějším potápěčem společnosti Siebe Gorman Ltd. V letech 1906 až 1911 pracoval na podepření katedrály ve Winchesteru, pod níž bylo do hloubky až 6 metrů nutno dostat více než 25 800 pytlů z betonu, 114 900 betonových bloků a 900 000 cihel.

## Winchesterská katedrála
Před opravou byla katedrála v bezprostředním nebezpečí kolapsu, protože pomalu klesala do země, která se skládala z rašeliny. Aby mohli zedníci postavit nosné zdi, musela se snížit hladina podzemní vody. Normálně by odstranění podzemní vody způsobilo zhroucení budovy. Aby se dosáhlo dočasného podepření základových zdí, bylo na jižní a východní straně budovy vykopáno okolo 235 jam, každá o hloubce asi šest metrů. Walker se potápěl a pokládal pod stěny beton. Pracoval šest hodin denně - v naprosté tmě, protože sediment suspendovaný ve vodě nepropouštěl světlo.
Poté, co Walker dokončil svou práci, byla podzemní voda odčerpána a zedníci pak mohli standardně obnovit poškozené zdi.
Během svého pracovního pobytu ve Winchesteru jezdil Walker na víkend domů do Jižního Norwoodu na kole 70 mil a v pondělí se vracel vlakem.
Na oslavu dokončení díla se dne 15. července 1912 konala bohoslužba díkůvzdání sloužená arcibiskupem z Canterbury. Během obřadu byl Walker obdarován králem Jiřím V. stříbrnou vázou s růžemi. Noviny v té době přinesly zprávu, že toto bylo druhé Walkerovo setkání s Jiřím V., poprvé se setkali, když byl král námořním kadetem a Walker byl jeho instruktorem potápění.
Později byl Walker jmenován členem Královského Viktoriina řádu (MVO) .
Rozhovor, který Walker poskytl deníku Hampshire Observer v roce 1911 dává nahlédnout do jeho práce. Na rozdíl od jiných potápěčů nikdy nepracoval na žádných pokladech. Další projekty, na kterých pracoval:
- záchranné práce ve vesnici Abernantu nedaleko města Aberdare ve Walesu, kde byla zatopena jáma a utopilo se šest mužů a chlapců - prosinec 1896
- práce na stavbě tunelu Blackwall - 1891–1897.
- mistr zodpovědný za práce na stavbě nových námořních doků v Gibraltaru .
- práce na stavbě mola pro sýpku Viktoriina doku ve východním Londýně – 1905.
- pohotovostní práce na vraku SS Dordone v Newportu .
- spolupráce s Leonardem Hillem na vývoji lineárních dekompresních tabulek

Vzpomínková bohoslužba se konala ve Winchesterské katedrále, 100 let poté, co zemřel.

## Rodina a smrt
Walker se dvakrát oženil. Jeho první manželka zemřela předtím, než začal pracovat ve Winchesteru. V roce 1907 se oženil se svou druhou manželkou, sestrou své první, s níž měl několik dětí.
Walker zemřel během epidemie španělské chřipky v roce 1918 a je pohřben na Beckenhamském hřbitově v Londýně. Na hrobě je nápis: „Potápěč, který svýma vlastníma rukama zachránil Winchesterskou katedrálu.“

## Odkaz
V katedrále se nachází malá socha Williama Walkera poblíž svatyně sv. Swithuna a hrobu krále Knuta Velikého. V zahradách katedrály je také busta Walkera.  Ve Winchesteru je po něm také pojmenován hostinec.
V říjnu 2018 se v katedrále konala vzpomínková bohoslužba za Williama Walkera doplněna výstavou.